# Somers Point
Somers Point és una població dels Estats Units a l'estat de Nova Jersey. Segons el cens del 2007 tenia 11.420 habitants.

## Demografia
Segons el cens del 2000, Somers Point tenia 11.614 habitants, 4.920 habitatges, i 2.952 famílies. La densitat de població era de 1.112,7 habitants/km².
Dels 4.920 habitatges en un 29,4% hi vivien nens de menys de 18 anys, en un 41,2% hi vivien parelles casades, en un 14,5% dones solteres, i en un 40% no eren unitats familiars. En el 32,9% dels habitatges hi vivien persones soles l'11,7% de les quals corresponia a persones de 65 anys o més que vivien soles. El nombre mitjà de persones vivint en cada habitatge era de 2,32 i el nombre mitjà de persones que vivien en cada família era de 2,97.
Per edats la població es repartia de la següent manera: un 23,4% tenia menys de 18 anys, un 7,1% entre 18 i 24, un 31,6% entre 25 i 44, un 22,9% de 45 a 60 i un 15,1% 65 anys o més.
L'edat mediana era de 38 anys. Per cada 100 dones de 18 o més anys hi havia 84,2 homes.
La renda mediana per habitatge era de 42.222 $ i la renda mediana per família de 51.868 $. Els homes tenien una renda mediana de 39.650 $ mentre que les dones 28.691 $. La renda per capita de la població era de 22.229 $. Aproximadament el 5% de les famílies i el 7% de la població estaven per davall del llindar de pobresa.

## Poblacions més properes
El següent diagrama mostra les poblacions més properes.